# وینگاوا (استان ماسوویان)
وینگاوا (به لاتین: Wieniawa) یک روستا در لهستان است که در گمینا وینگاوا واقع شده‌است.